# 拜尔凯什·约瑟夫
拜尔凯什·约瑟夫（匈牙利語：Berkes József，1890年12月31日—1963年1月25日），姓氏也作比滕宾德尔（Bittenbinder），匈牙利男子竞技体操运动员。他曾获得1912年夏季奥运会体操比赛男子团体全能银牌。